# Casa Enrich Martí
Casa Enrich Martí és una casa d'Igualada (Anoia) inclosa a l'Inventari del Patrimoni Arquitectònic de Catalunya.

## Descripció
Edifici construït per habitatges i realitzat en un estil neoclàssic. Construït amb pedra artificial i balcons amb llosanes del pedra del país. Es destaca per la sobrietat de la seva façana i per la finura estilística.

## Història
La família Martí Enrich són propietaris d'una adoberia del c/ del Sol.